# 2016-os Gent–Wevelgem
A 2016-os Gent–Wevelgem egy napos tavaszi klasszikus kerékpárverseny, melyet 2016. március 27-én rendeztek meg. Az ebben az évben 78. alkalommal megrendezett verseny Belgiumból indul és Franciaországban ért véget. A győztes a szlovák Peter Sagan lett aki 5 óra 55 perc és 16 másodperc alatt teljesítette a távot, őt követte Sep Vanmarcke és Vjacseszlav Kuznyecov. A versenyen bukott Antoine Demoitié, akit ezután elütött egy motor. Életéért Lyonban küzdöttek, de már nem tudták megmenteni a 25 éves francia versenyző életét.

## Részt vevő csapatok
World Tour csapatok:
- AG2R La Mondiale (ALM)
- Astana Pro Team (AST)
- BMC Racing Team (BMC)
- Team Cannondale–Garmin (CAN)
- Etixx–Quick Step (EQS)
- FDJ (FDJ)
- Team Giant–Alpecin (TGA)
- IAM Cycling (IAM)
- Katyusa (KAT)
- Lampre–Merida (LAM)
- Team Lotto NL–Jumbo (TLJ)
- Lotto Soudal (LTS)
- Movistar Team (MOV)
- Orica–GreenEDGE (OGE)
- Team Dimension Data (DDD)
- Team Sky (SKY)
- Team Tinkoff–Saxo (TCS)
- Trek Factory Racing (TFR)

Pro Continental csapatok:
- CCC–Sprandi–Polkowice (CCC)
- Cofidis
- Bardiani–CSF (CSF)
- Direct Énergie (DEN)
- Roompot–Oranje Peloton (ROO)
- Topsport Vlaanderen–Baloise (TSV)
- Wanty–Groupe Gobert (WGG)

## Eredmények
|    | Versenyző                   | Idő       |
| -- | --------------------------- | --------- |
| 1  | Peter Sagan (SVK)           | 5h 55' 16 |
| 2  | Sep Vanmarcke (BEL)         | + 00' 00  |
| 3  | Vjacseszlav Kuznyecov (RUS) | + 00' 00  |
| 4  | Fabian Cancellara (SUI)     | + 00' 00  |
| 5  | Arnaud Démare (FRA)         | + 00' 11  |
| 6  | Fernando Gaviria (COL)      | + 00' 11  |
| 7  | Jurgen Roelandts (BEL)      | + 00' 11  |
| 8  | Jacopo Guarnieri (ITA)      | + 00' 11  |
| 9  | Greg Van Avermaet (BEL)     | + 00' 11  |
| 10 | Michael Mørkøv (DEN)        | + 00' 11  |

Összesen 82-en értek célba.